# Тесса Чеплуча
Тесса Чеплуча (англ. Tessa Cieplucha, 24 вересня 1998) — канадська плавчиня.
Учасниця Олімпійських Ігор 2020 року.
Переможниця Панамериканських ігор 2019 року.